# O-fuda

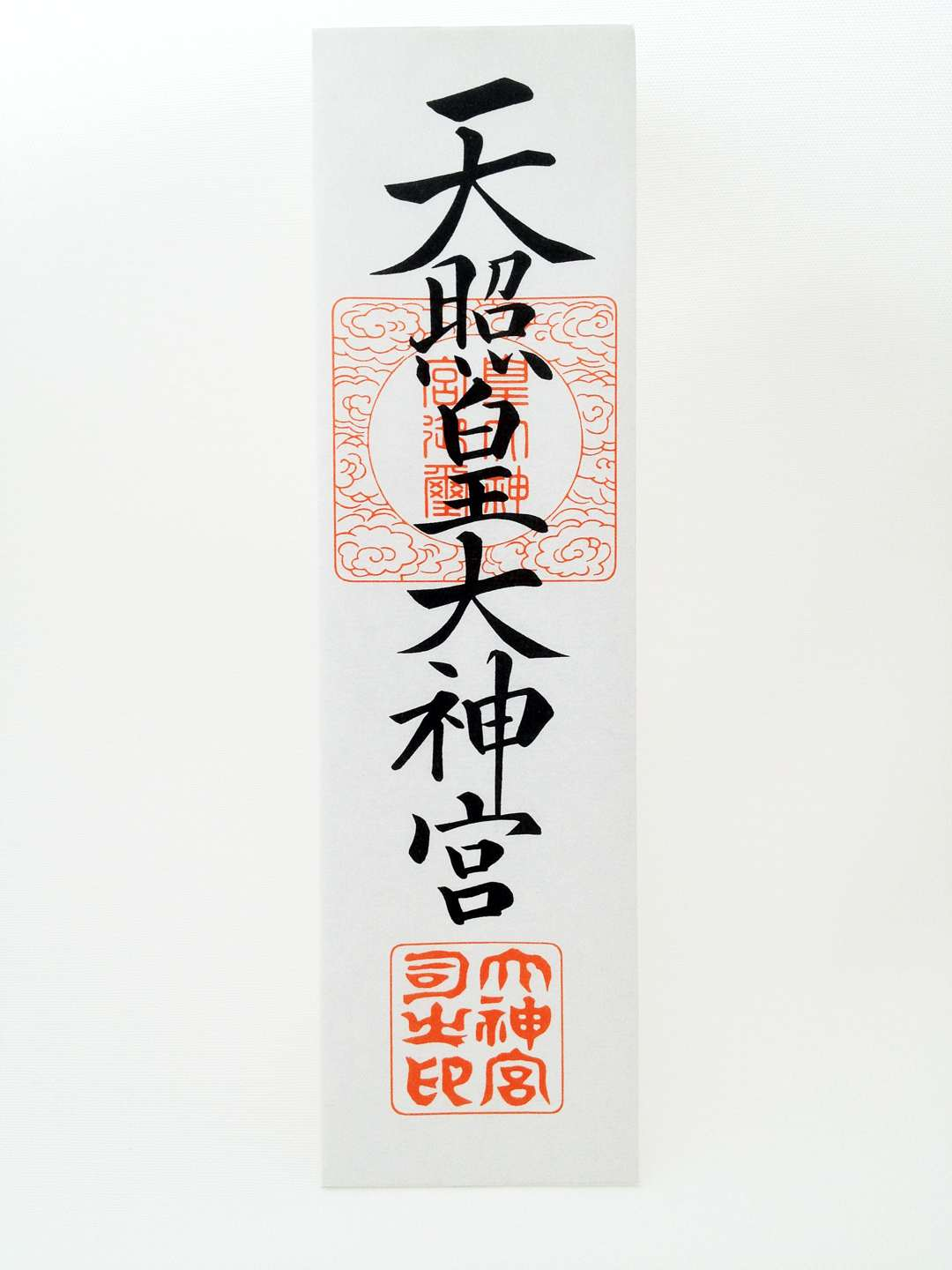
O-fuda ze svatyně Ise

O-fuda je označení pro šintoistický talisman ve formě proužku papíru, dřeva, kovu, či látky, na nějž je vepsáno jméno určitého kami nebo svatyně.
Po každoročním zakoupení (obvykle před koncem roku) ve svatyni je přinesen domů a umístěn do kamidana, na veřeje nebo strop. Takto má chránit dům před neštěstím, nemocemi a podobně. Bývá umístěn i na místo určité činnosti ku její podpoře a odvrácení nehod (dílna, kuchyně, atd.).